# San Clemente (Tarlac)
San Clemente é um município de  quinta classe de renda municipal (d) na província Tarlac, nas Filipinas. De acordo com o censo de 1 de maio  de  2020 possui uma população de 13 181 pessoas e 3 393 domicílios.